# Važinka
La Važinka (in russo Важинка?) è un fiume della Russia, affluente di destra dello Svir'. Scorre nel Podporožskij rajon dell'oblast' di Leningrado e nel Prionežskij rajon della Repubblica di Carelia.
La foce del fiume si trova nel villaggio di Važiny, a 112 km dalla foce dello Svir'. La lunghezza è di 123 km, il bacino idrografico è di 2200 km².